# Papyrus PSI 2666
Papyrus PSI 2666 (Nr. 878 nach Rahlfs) ist das Fragment eines Papyruskodex aus der ersten Hälfte des 3. Jahrhunderts. Es enthält Teile aus dem Buch Tobit 12,6–7.8–11 in griechischer Sprache (Septuaginta). Es ist das älteste Zeugnis dieser Textstelle in griechischer Sprache.
Das Fragment befand sich in der privaten Sammlung Capovilla mit der Signatur Ms. 46. Heute befindet es sich im Istituto Papirologico „Girolamo Vitelli“ in Florenz mit der Inventar-Nr. P. PSI inv. 2666.

## Edition
- Christian J. Wagner: Polyglotte Tobit-Synopse. Griechisch – Lateinisch – Syrisch – Hebräisch – Aramäisch. Mit einem Index zu den Tobit-Fragmenten vom Toten Meer (= Abhandlungen der Akademie der Wissenschaften zu Göttingen, Philologisch-historische Klasse. Band III, 258 / Mitteilungen des Septuaginta-Unternehmens. Band 28). Vandenhoeck & Ruprecht, Göttingen 2003, ISBN 3-525-82530-7, S. 178–179. (nicht die editio princeps!)